# Histiopteris
Histiopteris, rod papratnjača iz porodice Dennstaedtiaceae, koja čini dio reda osladolike. U bazi podataka na popisu je 11 vrsta, uglavnom u Maleziji, jedna je pantropska, H. incisa.) 

## Vrste
1. Histiopteris altealpina Alderw.
2. Histiopteris caudata (Copel.) Holttum
3. Histiopteris conspicua Alderw.
4. Histiopteris estipulata Alderw.
5. Histiopteris hennipmanii Hovenkamp
6. Histiopteris herbacea Copel.
7. Histiopteris incisa (Thunb.) J. Sm.
8. Histiopteris pilosa Holttum
9. Histiopteris reniformis Alderw.
10. Histiopteris squamulata Holttum
11. Histiopteris stipulacea (Hook.) Copel.